# Rutka Laskier
Rut "Rutka" Laskier (1929-1943) era uma adolescente judia da Polônia que é mais conhecida por seu diário de 1943 narrando os três meses de sua vida durante o Holocausto. Ela foi assassinada no campo de concentração de Auschwitz em 1943 com 14 anos. Seu manuscrito, autenticado por estudiosos do Holocausto e sobreviventes, foi publicado na língua polonesa pela primeira vez no início de 2006, recebendo comparações com o diário de Anne Frank instantaneamente. Desde então tem recebido numerosas traduções.